# SB 570
Die SB 570 waren vierfach gekuppelte Schnellzug-Schlepptenderlokomotiven der Südbahngesellschaft in Österreich. Weitgehend baugleiche Lokomotiven wurden auch von der Kaschau-Oderberger Bahn als Reihe It beschafft.

## Geschichte
Genau wie die kkStB (vgl. kkStB 470) sah sich die Südbahn dem Problem gegenüber, für ihre Bergstrecken eine Schnellzuglokomotive zu beschaffen.
Eustach Prossy, sein Nachfolger Karl Schlöss und der Chefkonstrukteur bei der Lokomotivfabrik der StEG, Hans Steffan schufen eine vierfach gekuppelte Lokomotive mit führendem zweiachsigem Drehgestell. Länge und Achsstand der Lokomotiven waren auf die nur gut 10 Meter langen Schiebebühnen der Südbahn-Hauptwerkstätten beschränkt.

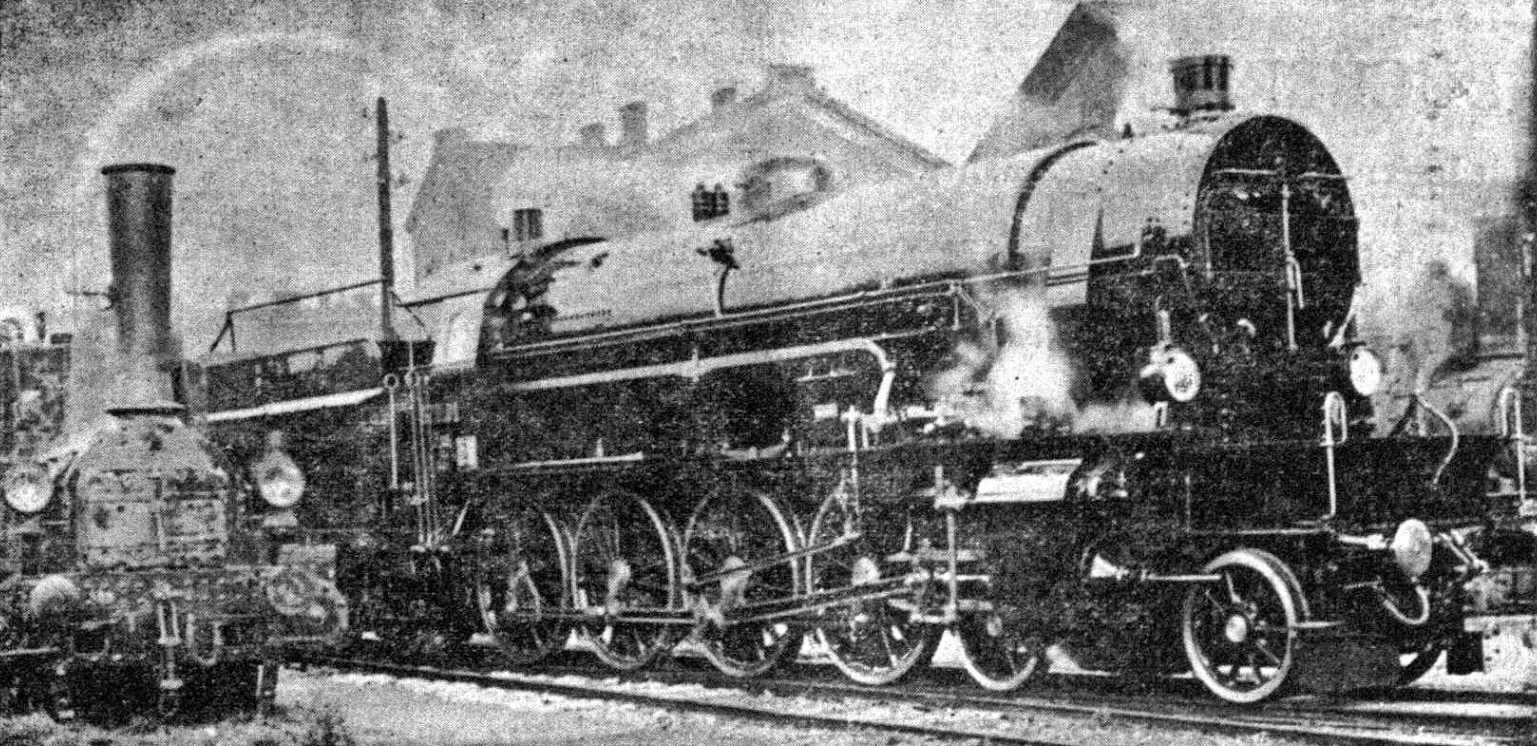
570.01 und eine Lok der SB-Baureihe 19 (1915)

Im Gegensatz zu Gölsdorfs 470er mit schwergängigem Vierzylinder-Verbundtriebwerk wurde die SB 570 aber als wartungstechnisch einfachere Heißdampf-Zwillingslokomotive realisiert. Die Reihe wurde in zwei Exemplaren 1915 bei der Lokomotivfabrik der StEG gebaut, die 570.01 verließ genau zum 75. jährigen Bestandsjubiläum der Fabrik als deren 4.000. Lokomotive die Werkshallen. Nach einwandfreien Probefahrten auf der „Neunkirchner Allee“ (Abschnitt Wiener Neustadt–Neunkirchen), bei welchen die Maschine einwandfrei130 km/h lief, wurde die Reihe für eine Höchstgeschwindigkeit von 100 km/h zugelassen. Bei weiteren Erprobungen kam man auf Zylinderleistungen von rund 1520 PSi.
Ursprünglich sollten die 2’D-Lokomotiven die Baureihe 109 auf den Karststrecke der Südbahn ersetzen, verblieben jedoch kriegsbedingt in Wien, wo sie zunächst bis Mürzzuschlag eingesetzt wurden. Erst ab 1916 fuhren sie auch über den Semmering nach Laibach (heute Ljubljana, Slowenien).
Da die Type, die als Schnellzuglok gedacht war, nicht den Erwartungen entsprach, unterblieb ein Weiterbau, jedoch diente sie in weiten Teilen als konstruktives Vorbild für die Reihe 113 der BBÖ (später 33 der ÖBB) sowie der später als Universallokomotive geschätzten Reihe 424 der MÀV. SB 570 und BBÖ 113 dienten wiederum der polnischen Staatsbahn PKP als Vorbild für die nur in Details abweichend ausgeführte und ab 1925 von Fablok in Lizenz gebaute PKP-Baureihe Os24.
Bei der DR erhielten die beiden SB 570 1938 die Bezeichnung 33 001 und 002 und galten somit als Personenzug- und Eilzuglokomotiven. Die ÖBB ordneten sie 1953 als 133.01–02 ein (was sie somit nummernmäßig zu einer Unterbaureihe der moderneren 33 machte), musterten sie aber bereits 1954 aus. Von 1940 bis zur Ausmusterung diente 33 002 als Erprobungsträger einer von Adolph Giesl-Gieslingen entwickelten Blasrohranlage, ein Vorgänger des Giesl-Ejektors. Während der Zeit der ÖBB erfolgte u. a. ein Kesseltausch mit einer Lokomotive der Reihe 33.
Von dieser Baureihe ist kein Exemplar erhalten. Im Eisenbahnmuseum Warschau existiert allerdings mit der Lokomotive Os24-10 eine weitgehend baugleiche Lok der polnischen Nachbauserie aus dem Jahr 1927.

## Die Reihe It der Kaschau-Oderberger Bahn
Die Kaschau-Oderberger Bahn (KsOd) interessierte sich sofort ab Erscheinen für die Baureihe und führte im Mai 1916 Versuchsfahrten mit der 570.01 auf ihrer Hauptstrecke durch. Das positive Ergebnis dieser Versuche führte zur Bestellung von fünf leicht veränderten Lokomotiven als Reihe It mit den Nummern 351–355 bei der Lokomotivfabrik der StEG.
Äußerlich war vor allem die kegelige Rauchkammertür nach ungarischem Vorbild auffällig.
Zusätzlich konnte wegen der größeren Drehscheiben der KsOd das Führerhaus verlängert werden.
Die entsprechend veränderten Maße sind in der Tabelle nicht berücksichtigt.
Als 1921 die KsOd verstaatlicht wurde, kamen die Maschinen als 455.001–005 zur Tschechoslowakischen Staatsbahn ČSD, die sie erst in den 1960er Jahren ausmusterte.